# Johann Bussinger

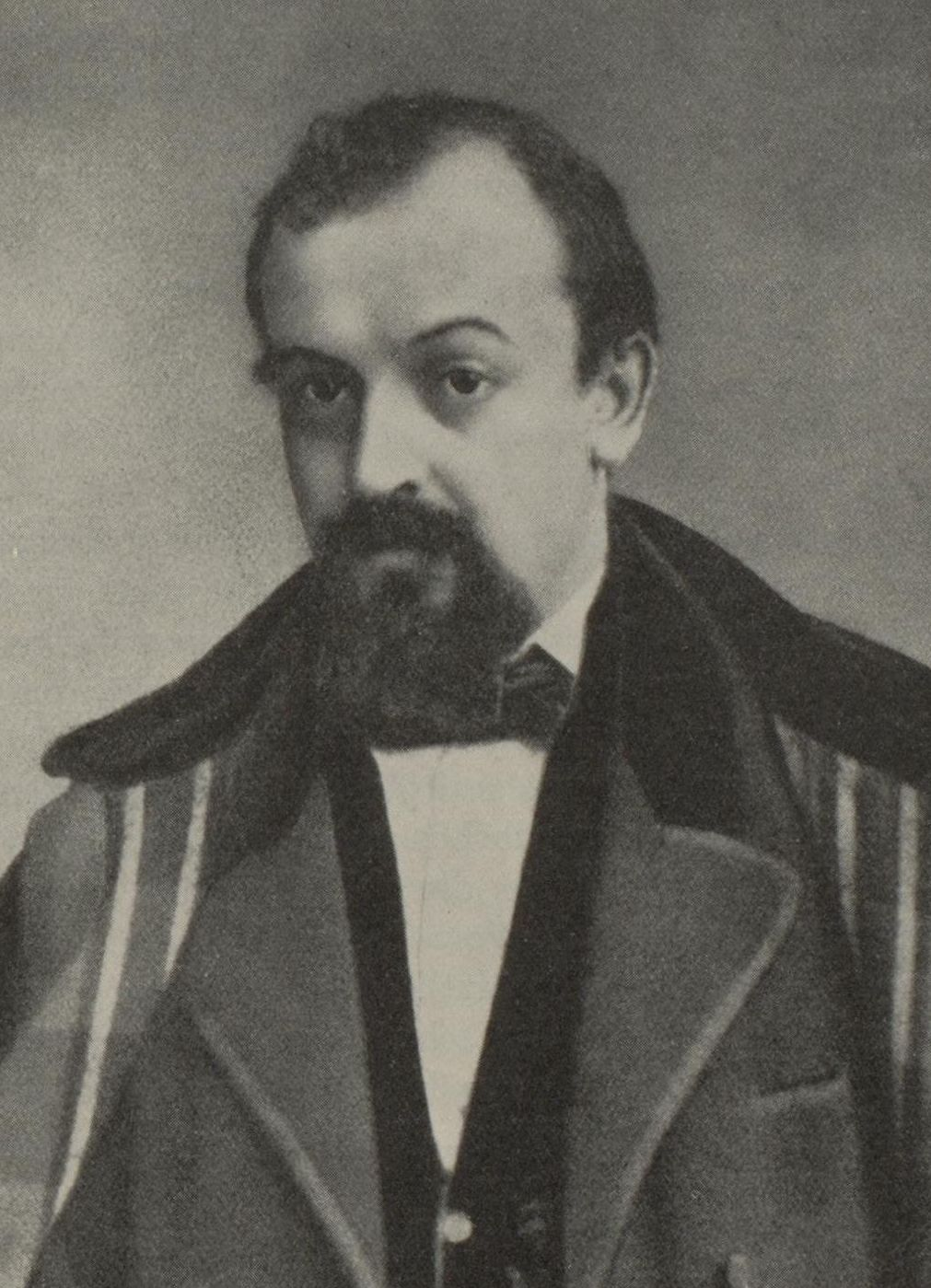
Johann Bussinger

Johann Bussinger (* 25. Dezember 1825 in Gelterkinden; † 7. September 1889 in Liestal) war ein Schweizer Politiker, Advokat und Notar.

## Leben
Bussinger besuchte das Gymnasium in Basel und schloss anschliessend das Studium der Rechte in Basel, Heidelberg und Bonn ab. Von 1849 bis 1859 war er Präsident des Kriminalgerichts Baselland und von 1850 bis 1863 Präsident des Bezirksgerichts Sissach.
Ab 1850 bis 1863 hatte Bussinger das Amt des Gemeindepräsidenten von Gelterkinden inne, von 1852 bis 1869 war er als Landrat aktiv. Er kandidierte erfolgreich bei den Parlamentswahlen 1854 und gehörte daraufhin bis 1857 dem Nationalrat an. Bussinger war ein Vertreter der sogenannten Ordnungspartei. Von 1870 bis 1898 war er als Freisinniger im Regierungsrat und war für die Justiz- und Kirchendirektion zuständig.
Bussinger wurde als Gegner von Christoph Rolles demokratischer Bewegung stark angefeindet und siedelte nach Liestal über. Durch seinen Gerechtigkeitssinn gelang es ihm, während des Kulturkampfes das Vertrauen aller Parteien zu bewahren.